# Le fiale
Le fiale è una raccolta di poesie composta da Corrado Govoni e pubblicata per la prima volta nel 1903 a Firenze, dalla casa Editrice Lumachi, con eleganti illustrazioni in copertina di Adolfo de Carolis.
La raccolta si compone di cinque sezioni ("Reliquie", "Vas luxuriae", "Fioretti Francescani", "Il Piviale de l'Autunno", "Orto di devozione") e reca una dedica "a Elena Maria fiore orgoglioso queste fiale liturgiche il povero poeta innamorato" oltre un sonetto anticipatorio dell'intera raccolta dedicato alla donna amata dal titolo Olocausto.

## Prima sezione: Reliquie
La prima sezione è composta da quindici sonetti di cui i primi quattro descrivono, con un gusto rétro per i dettagli decorativi, i paesaggi e i colori dei ventagli giapponesi come in Paesaggio: 
"La casina si specchia in un laghetto, / pieno d'iris, da l'onde di crespone, / tutta chiusa nel serico castone / d'un giardino fragrante di mughetto. // Il cielo dentro l'acque un aspetto / assume di maiolica lampone; / e l'alba esprime un'incoronazione / di rose mattinali dal suo letto. // Sul limitare siede una musmè / trapuntando d'insetti un paravento / e d'una qualche rara calcedonia: // vicino, tra le lacche ed i netzkè, / rosseggia sul polito pavimento, / in un vaso giallastro una peonia".
Da notare che, più o meno negli stessi anni, di musmè e di iris si occupava anche il compositore Pietro Mascagni nella sua opera Iris.
In seguito, Govoni sposta la sua attenzione sul mistero della donna, tutta da scoprire attraverso i sensi e con la mediazione della poesia. Nell'elogio che il poeta fa per Jole egli rivela il suo ideale di bellezza che consiste nella "grazia malata" di "una boccuccia dissanguata" e per la pazienza che emana da quegli occhi simili a quelli "di qualche morta serafina".
Il poeta poi, come testimonianza della propria condizione di isolato, parafrasa Il passero solitario di Giacomo Leopardi.
Nelle poesie di questa sezione si sente il soffio della corrente artistica liberty confermata dalle litografie simboliste anteposte ad ogni inizio. Ma il linguaggio di Govoni non è mai retorico e, come dice Francesco Flora la sua è "una giostra d'immagini e di analogie, con una felicità senza pari e talora senza scelta". Il lessico utilizzato è ricercato e rende più preziosi i temi che il poeta affronta come fossero una decorazione.
Vi è poi una sottosezione composta da tredici sonetti, il primo dei quali dedicato a Percy Bysshe Shelley, intitolata "Odori sbiaditi" dove sono presenti, oltre gli odori, i colori che risplendono in ogni oggetto descritto.
Questa prima sezione si conclude con la descrizione di una villa abbandonata dove la fontana si è prosciugata, così come è accaduto al poeta, rendendo l'atmosfera solitaria e sterile.
"So di una villa chiusa e abbandonata / da tempo immemorabile, segreta / e chiusa come il cuore di un poeta / che viva in solitudine forzata. // La circonda una siepe, e par murata, / di amaro bosso, e l'ombra alla pineta / di tanto più non rompe né più inquieta / la ciarliera fontana disseccata. // Tanta è la pace in questa intisichita / villa che sembra quasi che ogni cosa / sia veduta a traverso d'una lente. // Solo una ventarola arruginita / in alto, su la torre silenziosa, / che gira, gira interminatamente".

## Seconda sezione: Vas luxuriae
Questa seconda sezione è  composta da dodici sonetti dedicata a "coloro che sono ipocriti" e che ha come tema la sessualità.
Il corpo di Magdàla rappresenta la prima fiala e da esso esala un profumo inebriante. Ritorna in questa sezione il tema religioso più verlaniano che dannunziano come nella contrapposizione di Magdàla-Maddalena che abbraccia in modo morboso il biondissimo Cristo Redentore.

Sempre in questa sezione due sonetti sono dedicati a un altro personaggio della Bibbia, Giuditta, e quindi all'uccisione di Oloferne.
Queste donne sono tutte donne inarrivabili, sacerdotesse di Eros e di Thánatos, il cui sesso spaventa come il fuoco, come una ferita, come i fiori odorosi.
Protagonista di altri cinque sonetti è la regina egizia Cleopatra "maga de le oscenità" che il poeta fa parlare in prima persona per descrivere sé stessa.

Questa sezione termina con tre sonetti dedicati alla "regina di fornicazione" Lucrezia Borgia che chiude il ciclo di queste donne e di questi corpi simili a fiale che danno le vertigini.

## Terza sezione: Fioretti Francescani
In modo provocatorio questa sezione si contrappone alla precedente con undici sonetti che descrivono il paesaggio ecclesiastico di Roma e dintorni nei momenti in cui risalta "la poesia delle cose morte" con un gusto macabro, tipicamente dannunziano, per la morte, il sangue, gli odori acri come quelli dell'
huysmaniano Des Esseintes.

## Quarta sezione: Il Piviale de l'Autunno
Questa quarta sezione è composta da venti sonetti più un'appendice, intitolata "Ver triste", che ne contiene altri cinque dal tono tipicamente crepuscolare dove è evidente l'attrazione per i giardini "morti", per "il lungo singhiozzo delle fontane", per le statue consumate dal tempo e avvolte dall'edera.

Fanno ritorno le immagini dei giardini con le fontane prosciugate che contengono "gialli crisantemi", "orti morti" e "qualche marmo mutilo e muscoso".

"Ecco l'autunno con le piogge tetre / e il funebre corteo di foglie morte; / ecco i crepuscoli che sulle pietre / spalancano le loro rosse porte".
"Ver triste, a la donna che mi amerà" è l'inizio di due sonetti dedicati alla solitudine e all'impossibilità di essere compreso del poeta.

## Quinta sezione: Orto di devozione
Questa ultima sezione porta il sottotitolo "Novena, in onore di Elena Maria" ed è costituita da quattordici sonetti che hanno l'intonazione di litanie di ispirazione mistica intrecciata alla simbologia pagana, dove si respira il profumo delle chiese e dell'incenso con odori e colori che stordiscono il fedele così come un amante di fronte alla donna amata: 
"Nel tempio consacrato, con furore / un grande tabernacolo io ti pingo, / dove t'ho chiusa l'ostia del mio cuore, / olocausto docile e solingo".